# Neukyhna
Neukyhna ist eine Ortschaft der Gemeinde Wiedemar im Landkreis Nordsachsen, Freistaat Sachsen. Als Gemeinde entstand Neukyhna 1994 durch den Zusammenschluss von acht Orten. Zum 1. Januar 2013 ging sie in der erweiterten Gemeinde Wiedemar auf.

## Geografische Lage
Die Ortschaft Neukyhna befindet sich in einer weiten, fruchtbaren Ebene der Leipziger Tieflandsbucht im nordwestlichsten Teil des Freistaates Sachsen.
Im Westen und Norden grenzt die Ortschaft an Sachsen-Anhalt. Die nächsten Gemeinden sind dort Brehna und Landsberg. Im Osten liegt die Kreisstadt Delitzsch. Die anderen beiden Ortschaften der Gemeinde, Wiedemar und Zwochau, liegen südlich und die Gemeinde Rackwitz im Südosten.

## Ortsgliederung
Neukyhna gliedert sich in die Ortsteile
- Doberstau (Eingemeindung nach Zschernitz am 20. Juli 1950),
- Kyhna (Zusammenschluss aus Groß- und Kleinkyhna im Jahr 1936),
- Lissa (Zusammenschluss aus Groß- und Kleinlissa am 20. Juli 1950),
- Pohritzsch (mit Gördenitz und Sultitz),
- Quering (Eingemeindung nach Kyhna am 20. Juli 1950),
- Serbitz (Eingemeindung nach Zaasch am 20. Juli 1950),
- Zaasch und
- Zschernitz (mit Nösselwitz).

## Geschichte

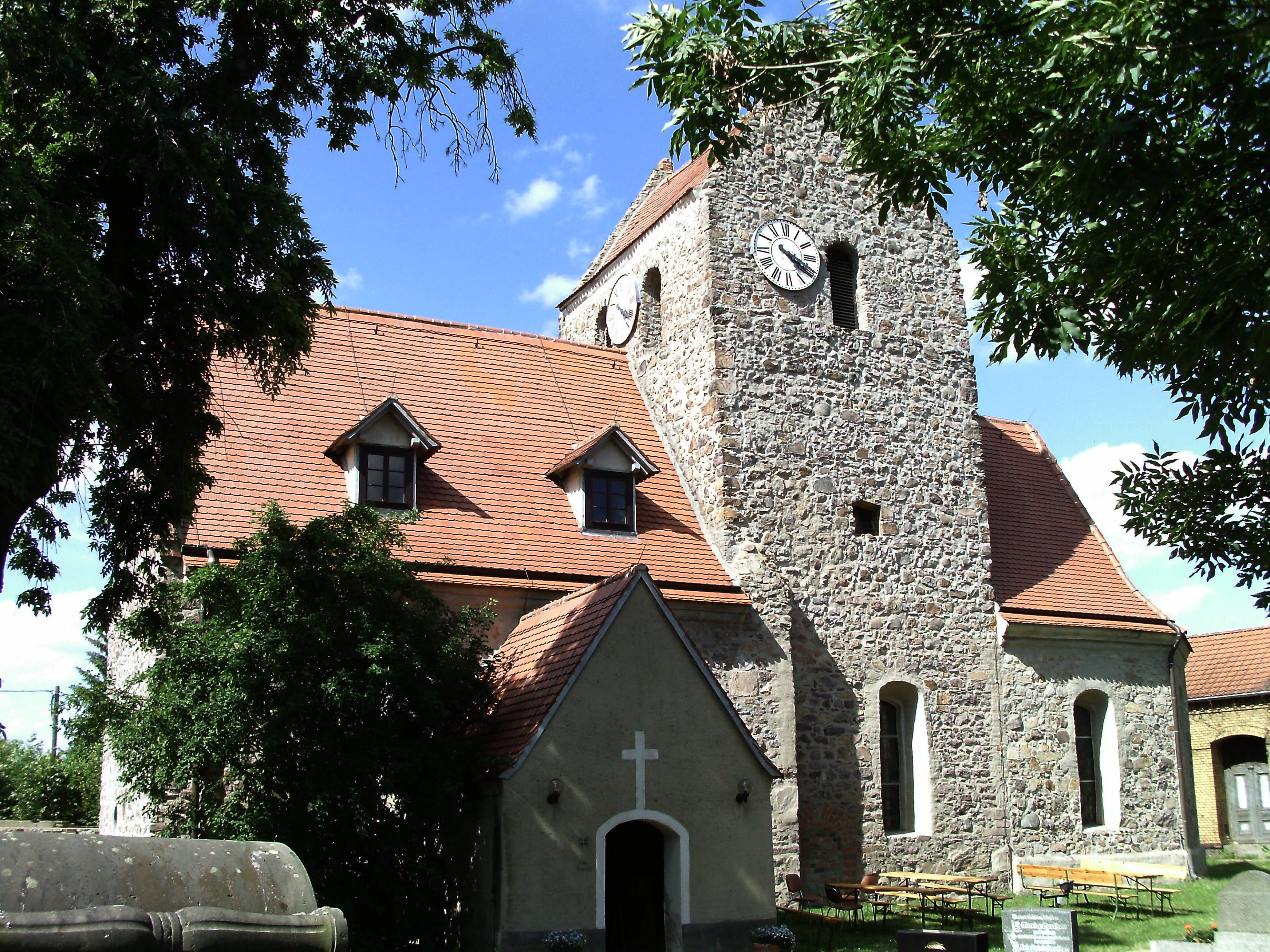
Kirche in Zaasch

Einzelne Funde weisen auf Menschen vor etwa 250.000 Jahren in diesem Gebiet hin. Germanische Siedlungen und Gräberfelder entstanden im 7. Jahrhundert v. Chr. Mit der Völkerwanderung verließen die germanischen Stämme im 6. Jahrhundert n. Chr. die Gegend. Sorbische Siedler rückten von Osten nach. Slawische Bauern und Viehhalter siedelten sich ab dem 5. Jahrhundert n. Chr. an und wurden sesshaft. Sie gründeten die meisten Dörfer. Bis heute ist die Rundlingsstruktur in den Dorfkernen erkennbar. Eine erneute germanische Besiedlung und erste urkundliche Erwähnung der Dörfer erfolgten Anfang des 10. Jahrhunderts. Es lebten im 13. Jahrhundert über 5000 Menschen im heutigen Ortschaftsgebiet, etwa doppelt so viel wie jetzt. Die Kirche in Kyhna geht auf die Mitte des 13. Jahrhunderts zurück, das Schiff wurde mehrfach erweitert. Pestepidemien kosteten im 14./15. Jahrhundert viele Menschenleben. Durch Missernten und hohe Feudalabgaben wanderten viele Einwohner ab.

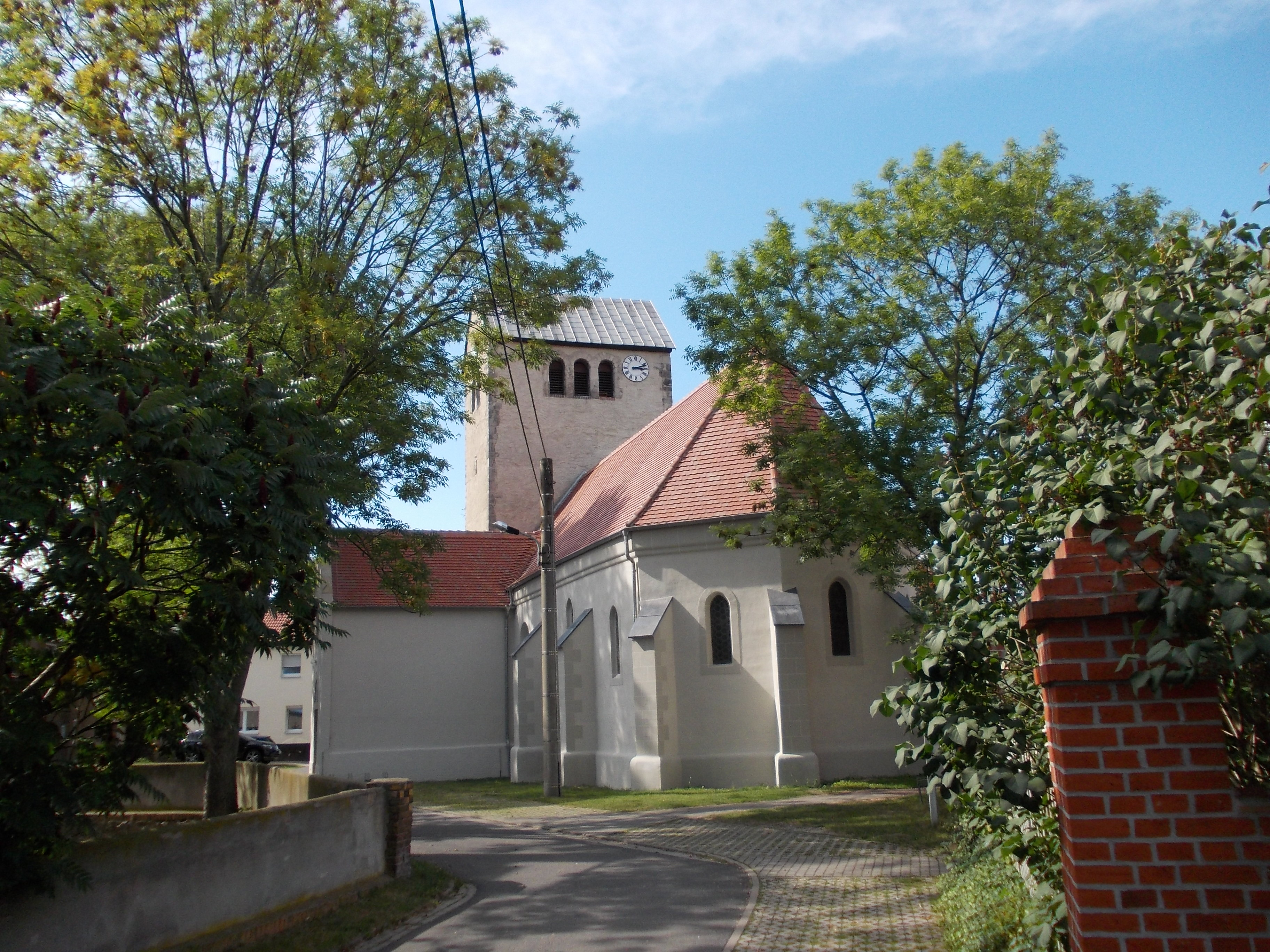
Kirche in Lissa

Der Ort Lissa entstand um 1630 durch evangelische Einwohner des Städtchens Lissa in Böhmen, die im Zuge der Rekatholisierung auswanderten.
Die heutigen Ortsteile von Neukyhna gehörten bis 1815 zum kursächsischen Amt Delitzsch. Durch die Beschlüsse des Wiener Kongresses kamen die Orte zu Preußen und wurden 1816 dem Kreis Delitzsch im Regierungsbezirk Merseburg der Provinz Sachsen zugeteilt, zu dem sie bis 1952 gehörten. Im Zuge der Kreisreform in der DDR von 1952 wurden sie dem neu zugeschnittenen Kreis Delitzsch im Bezirk Leipzig zugeteilt, welcher 1994 im Landkreis Delitzsch aufging.
Anfang des 19. Jahrhunderts erfolgte ein organisierter Anbau von Zuckerrüben, Weizen, Gerste, Kartoffeln und Futterpflanzen. Der fruchtbare Boden der Gegend und Fortschritt in den Anbaumethoden brachte hohe Erträge. Große Bauernwirtschaften und Rittergüter veränderten das Dorfbild. Die chemischen Großbetriebe in den benachbarten Städten schufen im 20. Jahrhundert viele Arbeitsplätze. Die Dörfer wurden immer mehr zu Wohnorten der Industriearbeiter.
Ab 1970 griff die Landwirtschaftspolitik der DDR. Die bäuerlichen Betriebe gingen in Produktionsgenossenschaften auf (LPG). Es entstanden große Viehzuchtbetriebe. Ab 1980 begann der großflächige Braunkohleabbau im Tagebau Delitzsch-Südwest. Durch die Grundwasserspiegelsenkung entstanden massive ökologische Schäden im südlichen Ortsgebiet. Dazu kam noch die Geräuschbelästigung der nahen Orte Lissa, Kyhna und Quering. Nach der Wiedervereinigung wurde 1990 der Braunkohletagebau eingestellt. Die Umweltbedingungen wurden angenehmer. Am 1. Januar 1994 erfolgte der Zusammenschluss der Orte Kyhna, Lissa, Pohritzsch, Zschernitz und Zaasch zur Gemeinde Neukyhna.
Am Ortsrand von Zschernitz wurde bei Ausgrabungsarbeiten am 19. August 2003 in einer Siedlungsgrube der jüngeren Linienbandkeramik der Adonis von Zschernitz gefunden. Eindeutig männlich ist der Torso der ca. 7000 Jahre alten Tonfigur. Das etwa 8 cm hohe Bruchstück ist etwa vom Nabel abwärts bis unterhalb des Gesäßes erhalten. In Anlehnung an die vielen Venusfunde aus dem Altertum geht er als Adonis in die Geschichte der Archäologie ein. Die männlichen Geschlechtsmerkmale sind deutlich ausgebildet, Penis und Hodensack sind vollständig erhalten. Männliche Figuren dieser Epoche waren in Europa bislang unbekannt.
Am 1. Januar 2013 wurde Neukyhna nach Wiedemar eingemeindet.

## Wappen
Seit 1990 hat der Ort ein Wappen. Die diagonalen Wellenlinien stellen den Gienickenbach dar, der die Ortsteile Lissa, Kyhna, Zschernitz und Pohritzsch verbindet. Das Schmiedewerkzeug symbolisiert die traditionellen Handwerksbetriebe in der Ortschaft. Der Mühlstein soll ein Hinweis auf die Erzeugung und Verarbeitung landwirtschaftlicher Produkte sein.

## Verkehr
Die Autobahn A 9 führt im Westen durch Ortsgebiet. Neukyhna kann über den Anschluss (13) Halle/Bitterfeld/Delitzsch/B 100 und den Anschluss (14) Wiedemar/Delitzsch erreicht werden. Der Flughafen Leipzig/Halle ist ca. 15 km entfernt. Über gute Straßenverbindungen sind Leipzig und Halle schnell erreichbar (je ca. 20 km). Der Ortsteil Kyhna hat zudem einen Bahnhof an der Strecke Halle (Saale)–Eilenburg.

## Persönlichkeiten
- Karl Unger (1782–1835), erster Lehrstuhlinhaber für Chirurgie in Königsberg i. Pr., geboren in Lissa